# Ćunski
Ćunski is een plaats in de gemeente Mali Lošinj in de Kroatische provincie Primorje-Gorski Kotar. De plaats telt 150 inwoners (2001).